# Román Ariznavarreta
Román Ariznavarreta González (Madrid, 15 de diciembre de 1932) es un actor y especialista de cine español, que participó en una cuarentena de películas, sobre todo en papeles secundarios o de reparto, a lo largo de su carrera cinematográfica que se inició a principios de la década de 1960 y terminó a finales de la década de 1980. Además también intervino en series de televisión, tales como Curro Jiménez, Los desastres de la guerra, Las nuevas aventuras del Zorro (como especialista), Celia y en un episodio de El síndrome de Ulises.

## Filmografía completa
- La venganza del Zorro (1962)
- El sheriff terrible (1962)
- Tres hombres buenos (1963)
- El vengador de California (1963)
- Antes llega la muerte (1964)
- Desafío en Río Bravo (1964)
- Relevo para un pistolero (1964) (como especialista)
- Fuerte perdido (1964)
- La muerte tenía un precio (1965)
- El séptimo de caballería (1965)
- El bueno, el feo y el malo (1966)	(como especialista)
- El regreso de los siete magníficos (1966)
- Los cuatro salvajes (1966)
- El día de la ira (1967)
- Robo de diamantes (1967)
- John, el bastardo (1967)
- Hasta que llegó su hora (1968)
- Al infierno, gringo (1970)
- ¡Qué cosas tiene el amor! (1973)
- Dick Turpin (1974)
- Infamia (1975)
- Guerreras verdes (1976)
- Viaje al centro de la Tierra (1976)
- Avisa a Curro Jiménez (1978)
- El quinto mosquetero (1979)
- Rocky Carambola (1979)
- Más vale pájaro en mano (1980)
- Los cántabros (1980)
- Chispita y sus gorilas (1982)
- Hundra (1983)
- El exterminador de la carretera (1983)
- Conan, el destructor (1984) (como especialista)
- Yellow Hair & the Pecos Kid (1984)
- La joya del Nilo (1985) (como especialista)
- Esos locos cuatreros (1985) (como especialista)
- Banter (1986) (como especialista)
- El Lute (camina o revienta) (1987)
- Al acecho (1987)
- Policía (1987)
- Crystalstone (1987) (como especialista)
- Esquilache (1989) (como especialista)
- Mañana podría estar muerto (documental sobre su faceta de especialista) (2013)